# Владимир Станко
Владимир Никифорович Станко (на украински: Володимир Никифорович Станко) е украински историк, етнолог, археолог от български етнически произход. Доктор на историческите науки (от 1983 г.), професор (от 1990 г.), декан на Историческия факултет на Одеския национален университет „Иля Мечников“ (1994 – 2003).

## Биография
Той е роден на 19 февруари 1937 г. в село Търновка (днес квартал на Николаев), Украинска ССР, в семейство на български преселници. Завършва Историческия факултет на Одеския национален университет „Иля Мечников“. След като през 1967 г. защитава аспирантура в Института по археология към АН УССР, започва научна и педагогическа работа в историческия факултет на Одеския национален университет (ОНУ), където създава катедра Археология и етнология на Украйна и лаборатория за археологически и етнологични изследвания.
Умира на 16 февруари 2008 г. в Одеса, Украйна. През 2013 г. в негова чест е открита паметна плоча на сградата на Историческия факултет на Одеския национален университет.